# Septembre 2010 en sport
Pour un article plus général, voir 2010 en sport.

## Principaux rendez-vous
- Phase de groupe de la Ligue Europa 2010-2011

- 1er septembre au 9 septembre : Championnats du monde de pentathlon moderne 2010 à Chengdu en Chine
- 6 au 12 : Championnats du monde de lutte 2010 à Moscou en Russie.
- 7 septembre : début des Éliminatoires de l'Euro 2012. La France perd le 3 septembre face à la Biélorussie (0-1). Puis bat la Bosnie-Herzégovine (0-2) le 7 septembre.
- 8 au 12 : Championnats du monde de slalom (canoë-kayak) 2010 à Tacen en Slovénie.
- 9 au 13 : Championnats du monde de judo 2010 à Tokyo au Japon.
- 19 au 4 : Olympiade d'échecs de 2010 à Khanty-Mansiysk en Russie.
- 23 septembre au 10 octobre : Championnat du monde de volley-ball masculin 2010 en Italie.
- 25 septembre au 10 octobre : Jeux équestres mondiaux à Lexington aux États-Unis.
- 29 au 3 octobre : Championnats du monde de cyclisme sur route 2010 à Melbourne et Geelong en Australie.

## Faits marquants
- Richard Gasquet, 38e mondial, élimine le Russe Nikolay Davydenko (6e mondial), en trois sets jeudi au 2e tour de l'US Open, sur le score de 6-3, 6-4, 6-2.